# Эфесский собор
Эфе́сский (Ефесский) собо́р, Третий Вселенский собор — Вселенский собор христианской церкви, проходивший в городе Эфесе (Малая Азия) в 431 году. Поводом к нему стало распространявшееся учение Нестория, архиепископа Константинопольского (428—431), что Пречистую Деву Марию следовало называть не Богородицей, а Христородицей, так как у Бога не может быть матери.
Созван по инициативе императора Восточной Римской империи Феодосия II, выбравшего Эфес, как город, бывший местопребыванием Богоматери в последние годы её жизни.
III Вселенский Собор осудил ересь Нестория и подтвердил православное учение о том, что следует исповедовать в Иисусе Христе одно Лицо (ипостась) и два естества — Божеское и Человеческое, а Божию Матерь восхвалять как Приснодеву и истинную Богородицу.
Память в Православной церкви 9 (22) сентября.

## История
Поводом для созыва Эфесского Собора был конфликт между архиепископом Константинопольским Несторием и патриархом Александрийским Кириллом. Несторий считал, что Пресвятая Дева Мария родила человека, соединенного с Словом Божьим. Он также предложил именовать Его Пречистую Матерь не Богородицей, а Матерью Христа (Христородицей). Патриарх Кирилл Александрийский стоял на позициях правильности именования Богородица и за соединение двух ипостасей. Переписка не привела к положительным результатам, и тогда Кирилл Александрийский написал против Нестория свои 12 анафематизмов.
В 431 году в связи с учением, которое распространял Несторий, по инициативе Кирилла Александрийского было принято решение о созыве церковного собора. Местом для проведения собора был выбран город Эфес. В Эфесе начали собираться епископы, часть из них сгруппировалась вокруг епископов Кирилла и Мемнона Эфесского, другая часть сгруппировалась вокруг Нестория. Несмотря на то, что далеко не все приехали в Эфес, а были в пути, в том числе: римские легаты, и большая делегация из Антиохийских епископов во главе с Иоанном Антиохийским, Кирилл и Мемнон приняли решение открыть собор. Они приглашают Нестория на собор. Несторий и поддерживающие его епископы отказываются явиться на собор, который желают начать Кирилл и Мемнон. Они предлагают дождаться времени, когда все епископы соберутся во Эфесе. Кирилл и Мемнон не обращают внимания на то, что не все собрались, и исключительно из своих приверженцев собирают собор, на котором анафематствуют Нестория, без участия последнего в нём.
Кирилл председательствовал на заседании александрийской делегации. Сначала, до прибытия римских легатов, он был и представителем римского епископа. Позже, после того как Несторий был уже анафематствован, в Эфес приехала римская делегация и присоединилась к собору Кирилла.
Прибывшие ещё позже в Эфес Иоанн Антиохийский с восточными епископами отказались принять решения собора, собранного Кириллом без их участия, и составили свой собор из 43 епископов, для заседаний которого епископ Эфесский Мемнон не дал священного здания. Это собрание лишило Кирилла и Мемнона епископства и права священнодействия, а прочих участников настоящего собора отлучило от Церкви впредь до их раскаяния.
Делопроизводство Эфесского — III Вселенского Собора, на котором председательствовал Кирилл Александрийский, также было далеко не идеальным. При открытии Собора Кирилл не принял во внимание не только отсутствие «восточных» епископов во главе с Иоанном Антиохийским, но и протесты императорского представителя Кандидиана. Кроме того, накануне открытия Собора, 21 июня 431 года, двадцать один из уже собравшихся на тот момент в Эфесе сорока митрополитов подали протест в связи с отсутствием приглашения епископов Востока. Всем этим справедливым возражениям святитель Кирилл не придал никакого значения, открыв заседания 22 июня. Это и повлекло за собой отделение восточных отцов и проведение ими под председательством Иоанна Антиохийского параллельного и враждебного собрания, приказы императора Феодосия II об аресте святителя Кирилла, Мемнона Эфесского и других важнейших деятелей обоих противостоящих собраний и последующий двухлетний поиск единой догматической формулы между Александрией и Антиохией.
Спор был решён посредством Согласительного исповедования 433 года — главнейшего вероучительного определения, результата и итога Эфесского собора.
Эфесский собор не признаётся Ассирийской церковью Востока и Древней Ассирийской церковью Востока.

## Постановления
Первые шесть правил, составленных Собором, касаются вероисповедных вопросов, направленных против учения Нестория, не имея дисциплинарного значения. Только они есть в документах собора. В собраниях Иоанна Зонары и Феодора Вальсамона, равно и в кодексе правил вселенской Церкви, изданных Иоанном Тилием и Христофом Юстеллом, находятся 8 правил Ефесского собора.
Кроме Нестория, Собор в первом и четвертом правилах осудил Келестиево мудрование. Келестий, или Целестий, проповедовал ересь Пелагия, отрицая значение первородного греха и необходимость благодати для спасения.

### 7-е и 8-е правило
7-е правило говорит, как следует хранить неповреждённой никейскую веру. В изложении Аристина правило имеет такой вид:

Епископ, проповедующий другую веру, кроме Никейской, лишается епископства, а мирянин изгоняется из Церкви. Тот, кто, кроме веры, составленной святыми отцами, собравшимися в Никее, предлагает иной нечестивый символ на развращение и на пагубу обращающихся к познанию истины из эллинства или иудейства или от какой бы то ни было ереси, если мирянин, должен быть предан анафеме, а если епископ или клирик, должен быть лишён епископства и служения в клире.
Приняв Никейский Символ веры, Церковь не внесла чего-либо нового в своё учение: она лишь четко сформулировала то, во что верила с самого начала своего исторического бытия. С точки зрения православных, и последующие Вселенские соборы продолжали прояснять и уточнять церковную истину, не внося ничего фундаментально нового в исповедание веры, восходящее ко Христу и апостолам.
В канонические сборники Римской церкви правила Эфесского собора не вошли. В отдельных латинских рукописях встречаются лишь отрывки из соборных определений, иные, чем те, которые получили канонический авторитет на Востоке.
Ириней (епископ Тирский) написал отчёт о деятельности Эфесского собора, который не сохранился.
На 6-м заседании Эфесского собора решался вопрос о пресвитере Харисии, который искал суда у Собора о четыредесятниках. На этом заседании Собор определил:
должна быть тверда и неизменна вера, изложенная через внушение Святаго Духа 318 святыми отцами, сошедшимися некогда в Никеи.
Последнее, 8-е правило Собора утверждает автокефалию Кипрской церкви, которая оспаривалась Антиохийской кафедрой, притязавшей на юрисдикцию над Кипром.